# Préventorium de Dolhain
 (août 2025).
Le préventorium de Dolhain est localisé dans la ville de Limbourg, près de la rivière Vesdre et le long de la ligne de chemin de fer Liège-Welkenraedt à Dolhain. Il s'agit d'une unité de soins de santé destinée essentiellement à des patients enfants et adolescents. Le préventorium était conçu pour isoler les malades dont la réaction à la tuberculine était positive et qui étaient en convalescence après une primo-infection tuberculeuse. La construction a commencé en 1948 et s'est achevée en 1956. Le bâtiment a hébergé des enfants malades jusqu'en 1979 et avait un total de cent-cinquante lits.

## Histoire et contexte des Préventoriums
La tuberculose et la situation désastreuse des soins de santé en Belgique imposent, dès la fin du xixe siècle, la construction de dispensaires, de préventoriums et de sanatoriums. Le financement de cette priorité politique est assuré par des organismes publics, privés. Les médecins et les architectes se concentrent sur une typologie prioritaire de modernisation sociale et collaborent à l'expression d'une conception rationnelle de l'architecture des établissements hospitaliers. Le préventorium se trouve dans un contexte très calme et lumineux. L'environnement a un impact très important comme la présence de forêts, de montagnes, de la mer. Il faut donc que la réalisation soit conforme au soleil et au bon air. Généralement, les sanatoriums sont très grands et conçus pour assurer l'hygiène, car la surpopulation est un facteur de contamination. De plus, les établissements isolés et éloignés de la pollution des villes et des industries ont un effet très positif sur le redressement de la santé.[réf. nécessaire]

## Le Préventorium de Dolhain
Le programme est imposé par le Députation Permanente. La construction était pourvue d’abriter 168 enfants. L’unité est composée des dortoirs, salles de jeux, un réfectoire, des classes, une cuisine.
Une riche famille liégeoise au XIXe siècle était propriétaire d’un château, une villa située à cote du Préventorium actuel. Après la mort du propriétaire la villa, le château ainsi que le terrain ont été donnés à la Province de Liège. Ensuite le château est transformé en un préventorium et ouvre ses portes en 1947.[réf. nécessaire]. La villa devient la résidence du médecin-chef Docteur Lecoq. Mais le château devient vite trop petit donc la Province décide de construire un nouveau bâtiment plus grand. Les travaux de constructions commencent en 1948 et s’achèvent en 1956 après la Seconde Guerre mondiale. Le bâtiment peut accueillir jusqu’à deux-cent-quarante enfants avec un personnel de quarante personnes[réf. souhaitée]. La plupart des enfants traités étaient aux premiers stades de la maladie. À l'origine, il était destiné aux enfants qui présentaient des symptômes de la tuberculose. Les installations préventives différaient légèrement des sanatoriums. Plus précisément, l'objectif était d'empêcher la propagation de la maladie. Les enfants y étaient pour une période de trois mois. À  son apogée dans les années 1970, il pouvait accueillir jusqu'à cent-cinquante enfants.

Le château a été démoli en 1978 juste avant la fermeture du préventorium. Grâce aux progrès de la médecine, la tuberculose a presque disparu. Par conséquent, ce secteur a perdu sa raison d'être et a fermé ses portes en 1979.[réf. souhaitée] Le Préventorium a été vendu en 1990 à une entreprise allemande. Un projet de lofts a été prévu par l’entreprise mais qui ne sera jamais réalisé. Depuis cette date, le bâtiment change de propriétaire plusieurs fois. Ces modifications pendant les années ont eu un impact sur l’aspect intérieur et l’extérieur
.En 2002 sur la place du château a été construite une villa. Quelques années plus tard en 2005 les terrains et le préventorium ont été vendus pour y faire des studios qui ont été loués.[réf. souhaitée]
En 2006, le site a été racheté par un promoteur immobilier, Jean Pol Godefroid, dans le but de le transformer en vingt à trente lofts de cent-soixante mètres carrés. Par contre le projet a été refusé et n’a jamais été construit.
En 2008, l’architecte et maitre en conservation des villes et des bâtiments historiques Alexandre Lilien et l’architecte Nicolas Detry montent un dossier de candidature sur le bâtiment qui était un travail bénévole sans aucun financement pour l’inscrire sur la World Monuments Watch.
En 2014, une autre proposition a été effectuer par la société Lamy pour Jean-Pol Godefroid, auprès de la région Wallonne dans le but de le transformer le préventorium en un centre pour handicapé. Le projet a été refuser pour des raisons précis.
Le groupe Gehlen Immo SA, a racheté le site également afin de le transformer à des logements. La conception du projet est confiée au bureau Creative Architecture.

## Contexte
La réalisation du préventorium de Dolhain se fait dans un endroit stratégique nécessitant une végétation extensive et l'absence de toute activité pour garantir un air pur et non pollué. Il se trouve à l'est de la Province de Liège, au fond d'une vallée entre la rive gauche de la Vesdre et la ligne ferroviaire vers l'Allemagne. Le paysage de cette vallée est constitué d'arbres et de haies.

### Implantation
Les deux façades principales sont orientées vers le nord et le sud. Le bloc des patients est orienté vers le sud, avec ses différentes chambres et ses terrasses qui s'ouvrent sur le paysage et offrent de grands bancs pour les bains de soleil et le traitement des enfants atteints de la tuberculose. La façade nord contient les espaces de circulation qui distribuent les chambres et les salles de traitement ainsi que les services médicaux et administratifs.

### Rôle social
La singularité typologique du bâtiment, avec sa disposition en terrasses, lui apporte une valeur proprement documentaire mais aussi typologique. Le bâtiment est le témoin à la fois d'une histoire médicale dans la lutte contre la tuberculose et d'une histoire architecturale en raison de sa rareté typologique, de son aspect de véritable paquebot au milieu des bois et de sa structure en gradins. Dans le contexte de la lutte contre la tuberculose, la valeur mémorielle du préventorium de Dolhain est importante. En effet, il est l'un des derniers préventoriums construits en Belgique et figure dans la mémoire collective des habitants de la région. C'est un lieu exceptionnel pour les habitants de la région. D'ailleurs, la construction connaît un grand succès et de nombreux visiteurs s'y rendent pour l’admirer.

## Architecture

### Construction, matériaux, structure
La structure du bâtiment se constitue d’un système de portiques en béton avec des dalles nervurées. En général la structure est cachée mais à certains endroits elle est apparente. Les demi-cercles de part et d’autre du bâtiment ont une structure différente, faite de dalles de béton non -nervurées.

### Espaces intérieurs
Les murs intérieurs sont constitués de blocs de tuffeau qui est un bon isolant phonique. Et les châssis intérieurs sont aussi en acier mais sont peints. Le revêtement au sol est du carrelage pour les locaux qui nécessitent une désinfection fréquente comme le réfectoire, les salles de bains. Le linoléum est utilisé pour les dortoirs et les bureaux. La rampe pour accéder au sous-sol était recouverte de lino-cork. Le linoleum utilisé dans le bâtiment est de trois mille mètres carrés et le lino-cork de cent-cinquante mètres carrés.

### Espaces extérieurs
Un bâtiment avec une ossature en béton armé. Les murs extérieurs ont un parement en brique jaune émaillée. Les châssis des portes et des fenêtres sont en acier avec des doubles vitrages.

### Description des éléments sanatoriaux
Les matériaux utilisés pour les revêtements intérieurs répondent aux exigences médicales, les joints sont diminués au minimum. Il y a un choix des matériaux faciles à entretenir comme la céramique, le grès émaillé.

### Description du bâtiment et composition d’ensemble
À l’entrée principale du bâtiment au centre se trouvait le réfectoire sur les aile gauches et droite deux salles de jeux et des classes. Dans la partie Est sont disposés des locaux administratifs de direction et de réception, et dans la partie Ouest se trouve une chapelle et une rampe qui permet l’accès au sous-sol. Les étages supérieurs accueillent les dortoirs, quatre par étage. Chaque dortoir est divisé en six groupes et comprend vingt et un lits. Les couloirs qui mènent aux dortoirs sont équipés d’armoires pour chaque patient. Sur les terrasses au premier et au deuxième étage sont les galeries de cure. Le sous-sol comprend des locaux médicaux, des cabinets et une salle de rayon X, une pharmacie, une salle de soin. La partie perpendiculaire à l’aile principale abrite au sous-sol une buanderie, garage, la chaufferie, local de désinfection. Au rez-de-chaussée une grande cuisine accessible aussi par le réfectoire dans la partie centrale du bâtiment et des bureaux. Les étages supérieurs comprennent des services sanitaires et des logements pour les infirmières.

#### Aspect esthétique et artistique
La construction du préventorium, plus tardive (1948-1956), répond à une typologie particulière qui fait également référence à d'autres sanatoriums et préventoriums. Il est construit dans le style d'un "paquebot" avec des surfaces vitrées courbes et des lignes horizontales sont utilisées pour le bâtiment afin d'accentuer la circulation de l'air et de la lumière. En outre, des terrasses prolongées sont aménagées pour permettre aux patients de prendre des bains de soleil. L'utilisation de la longueur du bâtiment et les terrasses en gradins donnent également un aspect esthétique spécifique à la construction. L'arrondi du côté ouest accentue la rampe ainsi que celui des bords des terrasses des étages supérieurs.

## Utilisation du Préventorium aujourd’hui
Le groupe Gehlen a racheté le site et le préventorium avec l'objectif de réaliser un projet immobilier de type logement privé.  En 2018, les travaux ont commencé, pour se terminer en 2023, sous la direction de Laurent Goblet, directeur de Gehlen Immo. La transformation du préventorium comprendra cinquante-trois appartements de deux et trois chambres, des bureaux et un centre médical avec une piscine pour ses patients, qui sera également disponible pour les occupants des appartements. En outre, des extensions de toit sont prévues pour bénéficier de vues sur l'environnement. Quant à la rénovation extérieure, il est prévu de recouvrir une isolation extérieure d'un enduit de la même couleur que les briques existantes.

## Valeurs patrimoniales
- Appréciation artistique et esthétique

Le déploiement en longueur du bâtiment avec des lignes horizontales accentué par les dispositions en gradins des terrasses apporte au bâtiment un caractère exceptionnel en Belgique. Nous trouvons également un arrondi au rez-de-chaussée suivi par l’arrondi des terrasses aux étages supérieurs au niveau de la façade ouest afin de souligner la rampe intérieure.
- Appréciation typologique

Il est important de souligner la rareté du déploiement en gradin des terrasses. La rampe intérieure allant du sous-sol au rez-de-chaussée apporte au bâtiment une particularité. Nous pouvons également observer la quasi parfaite symétrie du plan avec le rappel d’un arrondi au niveau de la façade ouest ainsi que la présence de deux escaliers se faisant face.
- Appréciation environnementale

Dans ce cas-ci comme bon nombre de sanatorium, la préservation du lieu, non seulement le bâtiment, mais également le terrain extérieur, empêche l’imperméabilisation croissante des sols (due à la construction de bâtiments). Les sanatoriums étaient construits à des endroits stratégiques nécessitant une végétation importante et l’absence d’activités afin de garantir un air pur et non-pollué. Ce terrain doit être donc préservé, pour sa valeur patrimoniale mais aussi environnementale afin de garantir une biodiversité dans le futur.
- Arguments justifiant le statut canonique (local, national, international)

Comme expliqué ci-dessus, l’argument de l’unicité typologique du bâtiment par la découpe en gradin des différentes terrasses lui octroie une valeur documentaire ainsi que typologique. Il témoigne non seulement d’un passé au niveau de l’histoire médicale dans la lutte contre la tuberculose, mais aussi au niveau de l’histoire architecturale de par sa rareté typologique. Un des rares exemples construits dans une période où déjà la maladie pouvait être soignée.
- Évaluation du bâtiment en tant qu’édifice de référence dans l’histoire de l’architecture, en relation avec des édifices comparables

Dans une typologie similaire, pour son aspect de véritable paquebot déposé au milieu des bois et sa découpe en gradins, on retrouve le Sanatorium d’Aincourt en France, réalisé par les architectes Édouard Crevel et Paul Decaux et aussi le Sanatorium de Mick en Flandre qui a une architecture très similaire à celle du Préventorium de Dolhain.